# (78816) Caripito
(78816) Caripito est un astéroïde de la ceinture principale.

## Description
(78816) Caripito est un astéroïde de la ceinture principale. Il fut découvert le 4 août 2003 à Needville par Joseph A. Dellinger. Il présente une orbite caractérisée par un demi-grand axe de 3,14 UA, une excentricité de 0,23 et une inclinaison de 5,6° par rapport à l'écliptique.

## Compléments